# Kenilworth
Pour les articles homonymes, voir Kenilworth (homonymie).
Kenilworth est une ville d'Angleterre, dans le Warwickshire. Située à 10 km au sud de Coventry et à 10 km au nord de Warwick, sa population était de 24 000 habitants en 2006.

## Jumelage
- Eppstein (Allemagne) depuis le 30 avril 1994[1]
- Bourg la Reine (France)

## Le château

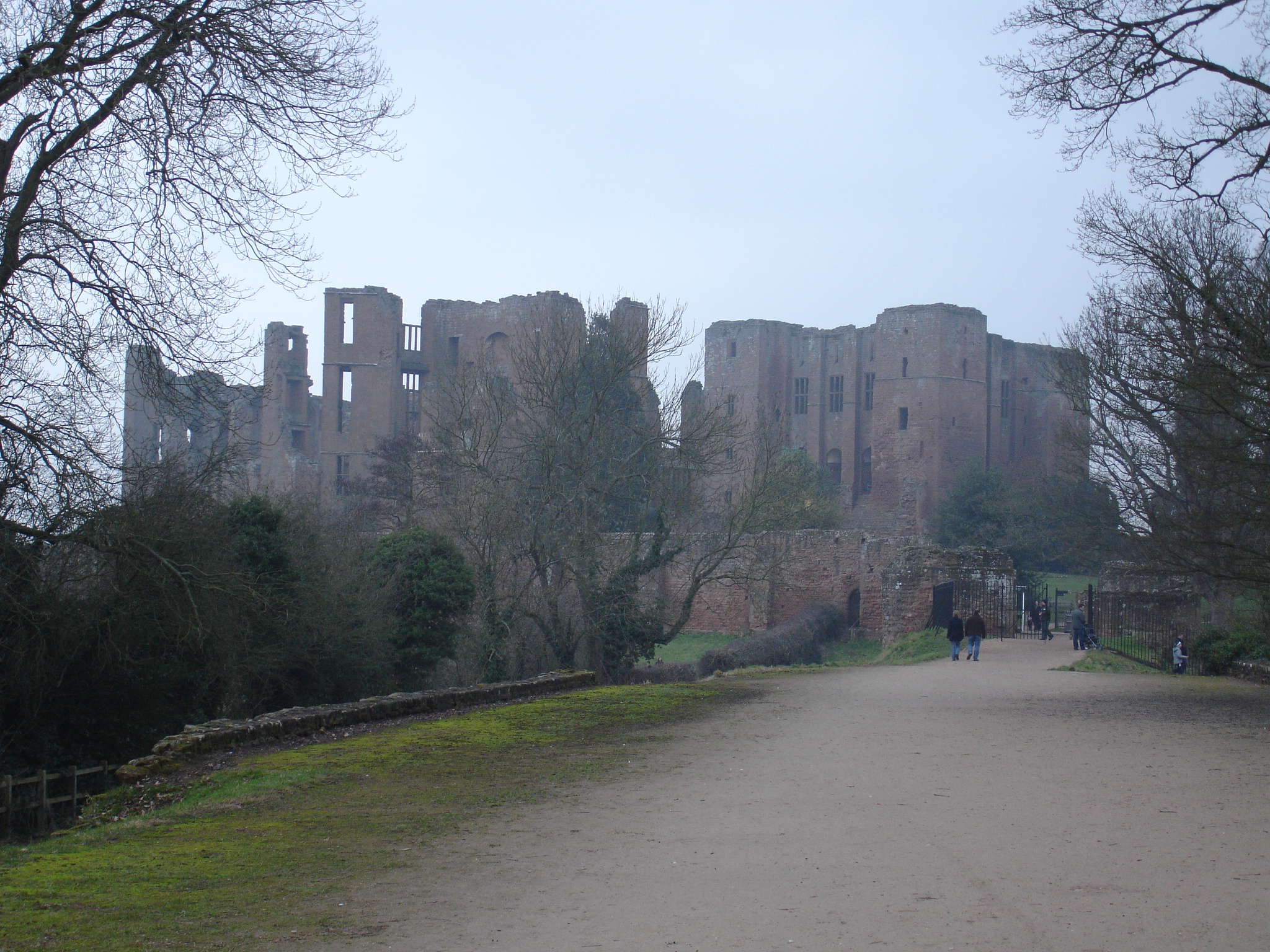
Le château de Kenilworth

Kenilworth est connu pour son château, immortalisé par Walter Scott dans son roman du même nom. Il fut bâti vers 1125 par Geoffroy de Clinton, chambellan et trésorier du roi Henri Ier d'Angleterre. Henri II s'empara du château lors de la rébellion de 1173-1174, et donna en compensation aux Clinton un autre château dans le Buckinghamshire. Ses fortifications furent alors renforcées, ce qui en fit une des plus puissantes places fortes des Midlands. Henri III donna la forteresse à Simon de Montfort, mais celui-ci se révolta lors de la seconde guerre des barons (1263-1267) et y emprisonna le prince Édouard, futur roi Édouard Ier. S'étant échappé, celui-ci assiégea la forteresse en 1266 et le siège dura presque un an, le plus long de l'histoire d'Angleterre.
Henry III donna alors le château à son plus jeune fils Edmond de Lancastre. Son petit-fils Henry de Grosmont, duc de Lancastre en hérita, puis son gendre Jean de Gand. Ce dernier commença à transformer la forteresse en une demeure résidentielle, œuvre continuée par son petit-fils le roi Henri V. Le château resta dans le Couronne jusqu'à ce qu'il fut donné au favori d'Henri VI, John Dudley. Après son exécution, Élisabeth Ire, le donna à son propre favori Robert Dudley, fils de Jean. Il mit le château au goût du jour et y organisa de somptueuses fêtes pour divertir la reine pendant un mois entier en 1575.
Le château devait revenir en pleine propriété au fils naturel du comte Dudley de Leicester, Robert Dudley, dit de Warwick, mais un procès en succession défavorable (1605) et l'exil volontaire de Robert permirent au roi Jacques de confisquer ces biens au bénéfice de la Couronne. Le château fut démantelé en 1656, comme de nombreux châteaux-forts après la Première Révolution anglaise. En 1660, Charles II le donna à Edward Hyde de Clarendon, famille dans laquelle le château resta jusqu'en 1937, date où il passa dans les mains de John Davenport Siddeley, qui fut créé Baron Kenilworth. Ses héritiers le confièrent à l'English Heritage en 1984.